# ゼロ・ポイント・モジュール
ゼロ・ポイント・モジュール（Zero Point Module、略称：ZPM）は、スターゲイト世界における架空の動力源装置である。それはゼロ・ポイント・エネルギーの概念に基づいている。
ZPMは人工的に作られた小さな亜空間(Zero Point)から真空エネルギーを取り出し、エンシェントテクノロジーに動力を供給するために使われる。

## ZPMの破壊力
誤用されたZPM（ゼロ・ポイント・モジュール）の破壊力について様々な議論があるが、その破壊力は凄まじく強大で恐ろしいものだと劇中で語られている。例えば、ゴアウルドのカミュラスはZPMの使い方が分からず、爆発性の高い物質に汚染させた。このZPMは電流にさらされると、その破壊力で太陽系全体を破壊できるほどだと言う。他には、トラストが工作員を使ってアトランティスを破壊しようとして、ZPMがオーバーロードするほどのエネルギーを要求するシステムを起動するプログラムを仕組んだ時に、ZPMの破壊力が見られた。この時爆発していたら、惑星が破壊されたであろう。アトランティスは通常、ZPMから強制的に過剰なパワーが取り出された場合に備えてフェイル・セイフ・システムを持っているのだが、この時は無効にされていた。

## 歴史
SG-1がZPMを最初に発見したのは、エンシェントのデータベースをダウンロードしたジャック・オニール大佐に惑星プラクラルッシュ・タオナスへと導かれて、彼が放棄されたエンシェントの前哨基地からZPMを探して持ってきた時である。SG-1はZPMを地球へ持ち帰り、南極大陸にあるエンシェントの前哨基地を発見した。ここは、そのZPMによりエンシェントのドローンが作動し、アヌビスの攻撃艦隊を撃破した場所でもある。後に、そのZPMはアトランティス探検隊がペガサス銀河へダイヤルする時、スターゲイトを作動させるために使われた。
また、SG-1は古代エジプトまで時間を遡りラーからZPMを1つ盗んだのである。このZPMはアトランティスへ増援部隊を送るのに使われ、都市のシールドを作動させるためにダイダロスに乗ってアトランティスまで送られた。しかし「兄妹」でパラレルワールドのマッケイをもとの世界に戻すのにエネルギーを使い果たしてしまう。
その後、アトランティスはエンシェントの乗るオーロラ級戦艦トリアと接触し、都市を彼らに返還することとなる。しかし、エンシェントには攻撃できないはずのアスランズがエンシェントを殺し、アトランティスは占領され、アスランズはスタードライブで彼らの母星に都市を運ぶため3つのZPMを持ち込んだ。しかし、マッケイらの活躍により破壊され、アトランティスを取り戻し3つのZPMを手に入れるのである。そのうち1つはアトランティスに動力を供給するため残され、残り2つは南極大陸にあるエンシェントの前哨基地とオーライと戦う戦艦オデッセイで使うため地球へと送られた。S3#20「無謀な先制攻撃」ではアトランティスがアスランズの衛星兵器に攻撃されたためスタードライブを使いランティアから脱出するが、そのさいシールドが間に合わなかったため、都市はかなりのダメージを負い、さらにエネルギー不足のためハイパースペースから出てしまう。そこでマッケイらはハイパードライブ搭載のプロトタイプジャンパーを使って、アスランズの母星からZPMを盗み、アトランティスは新しい惑星へ着陸することができたのである。

## 既知のZPM
発見された順に以下の通り。
1. 惑星プラクラルッシュタオナの放棄されたエンシェントの前哨基地のZPM　(season7)
2. 惑星M7G-677でアトランティス探検隊が見つけたもの(ATLANTIS season1)
3. 惑星ダガン星でアトランティス探検隊が見つけたもの(ATLANtis season1)
4. SG1がメイボーンの星で見つけたタイムマシーンでラーの時代に戻り盗んだもの　(season8)
5. オーロラ級トリアを発見した際、彼らが所有していたもの(ATLANTIS season3)
6. アトランティスにアスランズが攻めてきたときマッケイたちの活躍で手に入れたもの(ATLANTIS season3)
7. 宇宙空間で漂流したアトランティスがアスランズ(ペガサスレプリケーター)から盗んだもの(ATLANTIS season4)
8. アスランズの母星にトラベラー、地球、トッド(レイス)の連合艦隊が攻撃を仕掛けたときトッドが盗み出した物(ATLANTIS season4)

## 発音
ドラマを英語音声で観賞した場合、異星人含むアトランティスに登場するほとんどの人物はZPMをZee-P-M(米式)と発音するが、カナダ出身の科学者ロドニー・マッケイはZed-P-M(コモンウェルス式)と発音する。また、日本語吹き替え版では発音の差異が理解し辛い為、ゼット・ピー・エムとゼロ・ピー・エムの違いに置き換えられている。